# 跳級
跳級是在学年制或等級制的學校，學習進度超前的資優生，跳過該年度本來的課程，不依照次序升級，例如讀完一年級之後就讀三年級、或升至更高等學歷的教育機構。跳級的必要條件是學生已習得所有科目，並且證明學力程度。